# El equívoco
El equívoco (en inglés : The Hireling) es una película dramática británica de 1973 dirigida por Alan Bridges, basada en una novela de 1957 de L. P. Hartley, protagonizada por Robert Shaw y Sarah Miles. Cuenta la historia de un chófer que se enamora de una aristócrata.
Compartió la Palma de oro con Espantapájaros de Jerry Schatzberg en el Festival de Cine de Cannes de 1973, y Sarah Miles recibió un Premio Especial del Jurado por su actuación como Lady Franklin.

## Sinopsis
Una viuda de clase alta (Sarah Miles), que se recupera de una crisis nerviosa, intenta escapar de un mundo de conversaciones banales en torno a una taza de té, contratando los servicios de un chófer (Robert Shaw).

## Reparto
- Robert Shaw como Steven Ledbetter.
- Sarah Miles como Lady Franklin.
- Peter Egan como Hugh Cantrip.
- Caroline Mortimer como Connie.
- Elizabeth Sellars como la madre de  Lady Franklin.
- Ian Hogg como Davis.
- Christine Hargreaves como Doreen.
- Lyndon Brook como el doctor.
- Patricia Lawrence como Mrs. Hansen
- Petra Markham como Edith.

## Recepción
- 1973: Festival de Cannes: Palma de Oro mejor película
- 1973: National Board of Review (NBR): Una de las mejores 10 películas del año
- 1973: 3 Premios BAFTA: Mejor actor revelación (Egan), dirección artística, vestuario